# Source 2
Source 2 – silnik gry komputerowej opracowany przez przedsiębiorstwo Valve. Jest następcą silnika Source, a jego wydanie zapowiedziano w 2015 roku. Pierwszą grą, która go wykorzystała jest Dota 2. Inne gry oparte na tym silniku to m.in. Artifact, Dota Underlords, Half-Life: Alyx i Counter-Strike 2.

## Historia
Plany dotyczące następcy silnika Source pojawiły się po wydaniu Half-Life 2: Episode Two w 2007 roku. Podczas Game Developers Conference 2014 pracownik Valve, Sergiy Migdalskiy, zaprezentował narzędzie do debugowania fizyki z Source 2, użyte w Left 4 Dead 2. Source 2 został po raz pierwszy udostępniony za pośrednictwem narzędzi Warsztatu Steam dla Dota 2 w 2014 roku, zanim został oficjalnie ogłoszony na Game Developers Conference 2015. Tam Valve stwierdziło, że ich zamiarem jest umożliwienie wydajniejszego tworzenia treści. Valve oświadczyło również, że silnik będzie obsługiwać graficzny interfejs API Vulkan i będzie korzystał z nowego wewnętrznego silnika fizycznego o nazwie Rubikon, który zastąpi narzędzia Havok.
Gabe Newell, prezes i założyciel Valve, stwierdził, że zamierza udostępnić silnik twórcom gier za darmo, o ile dana gra będzie opublikowana na Steamie.
W czerwcu 2015 Valve ogłosiło, że Dota 2 zostanie przeniesiona na Source 2 w aktualizacji Dota 2 Reborn. Aktualizacja została udostępniona jako opcjonalna aktualizacja beta, zanim oficjalnie zastąpiła pierwotnego klienta we wrześniu 2015, co czyni ją pierwszą grą korzystającą z silnika. Source 2 został również wykorzystany w grach Artifact i Dota Underlords firmy Valve, także na urządzeniach z Androidem i iOS. Silnik wspiera także tworzenie gier w rzeczywistości wirtualnej, jest wykorzystywany w SteamVR Home, demie technologicznym Robot Repair w ramach The Lab oraz w Half-Life: Alyx. Narzędzia Source 2 przeznaczone do tworzenia treści do Half-Life: Alyx zostały wydane w maju 2020 r.

## Gry
| Rok  | Gra               | Producent         | Uwagi                                                                        |
| ---- | ----------------- | ----------------- | ---------------------------------------------------------------------------- |
| 2015 | Dota 2            | Valve             | Przeniesiono z Source’a; pierwotnie wydano w 2013 roku.                      |
| 2016 | Robot Repair      | Valve             | Demo zawarte w The Lab ; reszta została stworzona przy użyciu silnika Unity. |
| 2018 | Artifact          | Valve             |                                                                              |
| 2020 | Dota Underlords   | Valve             | Wydano we wczesnym dostępie w 2019 roku.                                     |
| 2020 | Half-Life: Alyx   | Valve             | Z wykorzystaniem rzeczywistości wirtualnej.                                  |
| 2022 | Aperture Desk Job | Valve             | Demo stworzone na Steam Decka.                                               |
| 2023 | Counter-Strike 2  | Valve             | Port Counter-Strike’a: Global Offensive (2012).                              |
| TBA  | Sandbox           | Facepunch Studios | Stylizowane na S&box; przeniesiono z Unreal Engine na Source 2 w 2020 roku.  |